# Opadosister longipes
Opadosister longipes är en skalbaggsart som beskrevs av Helava in Helava et al. 1985. Opadosister longipes ingår i släktet Opadosister och familjen stumpbaggar. Inga underarter finns listade i Catalogue of Life.